# Assedio di Gerusalemme (1187)
L'assedio di Gerusalemme ebbe luogo dal 20 settembre al 2 ottobre 1187. Ebbe come esito la riconquista di Gerusalemme da parte di Saladino e il quasi totale collasso del crociato Regno di Gerusalemme. Fu anche il catalizzatore della terza crociata.

## Situazione antecedente
Il Regno di Gerusalemme, indebolito da dispute interne, era stato sconfitto il 4 luglio 1187 durante la battaglia di Hattin. La maggior parte della nobiltà che componeva il Regno venne fatta prigioniera, incluso re Guido di Lusignano, e, durante tutta l'estate, Saladino invase il Regno. Alla metà di settembre conquistò Acri, Nablus, Jaffa, Toron, Sidone, Beirut e Ascalona.
I sopravvissuti e gli altri rifugiati fuggirono a Tiro, la sola città in grado di resistere al Saladino a causa del fortuito arrivo di Corrado del Monferrato.

## La situazione di Gerusalemme
A Tiro, il feudatario crociato Baliano di Ibelin, signore di Ramla e Nablus - il nobile di grado più alto tra quelli fuggiti da Hattin - chiese al Saladino un corridoio di sicurezza per poter raggiungere Gerusalemme e recuperare la moglie Maria Comnena oltre al resto della famiglia.
Saladino acconsentì, promettendo a Baliano l'accesso alla capitale per un solo giorno. All'arrivo nella città santa, il patriarca Eraclio, la regina Sibilla ed il resto degli abitanti lo pregarono di prendersi in carico la difesa della città. Eraclio tentò di convincerlo a rimanere per la salvaguardia della Cristianità, offrendogli la completa assoluzione, ed ottenendone il consenso.
Fece portare la notizia a Saladino presso Ascalona, il quale rifiutò la richiesta del sultano. Saladino organizzò una scorta per accompagnare Maria, i figli e tutti i conviventi al loro palazzo di Tripoli. Essendo il nobile con il titolo più alto tra quelli rimasti a Gerusalemme, secondo lo storico Ibn al-Athir, a Baliano venne riconosciuto dai musulmani un grado "più o meno simile ad un re".
Baliano trovò una situazione terribile a Gerusalemme. La città era piena di rifugiati in fuga da Saladino ed il loro numero cresceva giornalmente. Erano presenti meno di quaranta cavalieri nell'intera città, per cui decise di crearne altri sessanta pescandoli fra gli scudieri e dai normali cittadini. Si preparò per l'inevitabile assedio immagazzinando cibo e denaro. Le armate della Siria e dell'Egitto si allearono al Saladino e, dopo un breve ed inutile assedio a Tiro, il sultano arrivò alle porte di Gerusalemme il 20 settembre.

## L'assedio
I negoziati vennero tenuti da Saladino e da Baliano, con la mediazione di Yusuf Batit, uno dei chierici della Chiesa ortodossa, consapevole del fatto che il Cattolicesimo Romano non li difendeva e che avrebbero avuto maggiori margini di manovra con l'avvento dei musulmani. Saladino preferiva prendere la città senza spargimenti di sangue, ma gli abitanti si rifiutavano di arrendersi, giurando di distruggerla in una tremenda battaglia piuttosto che regalarla al nemico. L'assedio era iniziato.
Le armate del Saladino si posero di fronte alla Torre di Davide e alla Porta di Damasco. Gli arcieri continuavano a colpire gli assedianti. Le armi da assedio vennero avvicinate alle mura e costantemente respinte. Per giorni, piccole schermaglie vennero combattute con pochi risultati. Il 26 settembre Saladino spostò il campo in una parte differente della città, sul Monte degli Olivi, dove non esistevano porte principali dalle quali i crociati potessero contrattaccare. Le mura vennero attaccate di continuo con le armi d'assalto, catapulte, lanciapietre, fuochi greci, balestre e frecce. Venne aperta una breccia nelle mura, le quali collassarono il 29 settembre. I crociati non erano in grado di respingere le truppe del Saladino ma, contemporaneamente, i musulmani non riuscivano a penetrare nella città. I crociati vennero decimati e ben presto ne restarono poche dozzine a difendere le mura.
I civili erano disperati. Secondo un passo di Old French Continuation of William of Tyre (probabilmente opera di Ernoul, uno scudiero di Baliano), il clero organizzò una processione scalza intorno alle mura, come i chierici della prima crociata fecero nel 1099. Sul monte Calvario, le donne tagliarono i capelli dei figli, dopo averli immersi in acqua fredda. Queste penitenze erano volte a placare l'ira di Dio, ma "... il nostro Dio non si degna di ascoltare le preghiere o il rumore proveniente dalla città. Il fetore degli adulteri, le disgustose stranezze ed il peccato contro natura impediscono alle preghiere di salire a Dio".

### I negoziati tra Baliano e Saladino

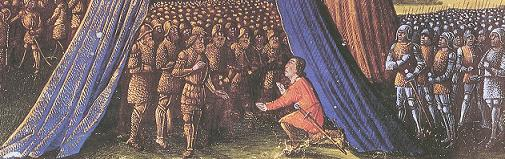
Baliano di Ibelin consegna Gerusalemme al Saladino.

Alla fine di settembre, Baliano si fece accompagnare da un ambasciatore alla corte del sultano, offrendo la resa che aveva inizialmente rifiutato. Saladino non accettò la proposta vedendo che, durante la loro conversazione, i suoi uomini avevano scalato le mura e piantato la bandiera. I crociati riuscirono a respingere ancora una volta l'attacco: Saladino accettò la resa ed i due si accordarono sul fatto che il comando sarebbe passato, pacificamente, al sultano. Quest'ultimo offrì un riscatto di venti bisante per ogni uomo, dieci per le donne e cinque per i bambini, e quelli che non avrebbero pagato sarebbero diventati schiavi. Baliano tentò di opporsi sapendo che molti cittadini non avevano quei soldi e che la città straripava di rifugiati arrivati da ogni parte del Regno.
Dopo il ritorno a Gerusalemme, venne deciso che 7 000 abitanti (scelti tra i più poveri) sarebbero stati riscattati, prelevando il denaro direttamente dalle casse del tesoro che Enrico II d'Inghilterra aveva creato in città, custodito dai Cavalieri Ospitalieri. Questi soldi avrebbero dovuto essere usati da Enrico per un pellegrinaggio o per una crociata, come penitenza per l'omicidio di Thomas Becket, ma il re non arrivò mai e il tesoro venne usato per pagare i mercenari durante la battaglia di Hattin.
Baliano incontrò di nuovo Saladino e il sultano accettò di abbassare il riscatto a dieci bisanti per gli uomini, cinque per le donne ed uno per i bambini. Baliano si dimostrò ottimista ed allora il sultano fece una nuova proposta: 100 000 bisanti per tutti gli abitanti della città. Baliano credeva che fosse impossibile e Saladino promise di liberare 7 000 persone per non meno di 50 000 bisanti. Alla fine della trattativa l'accordo fu: 7 000 persone per 30 000 bisanti; due donne o dieci bambini sarebbero stati liberati al prezzo di un uomo.

### Resa della città

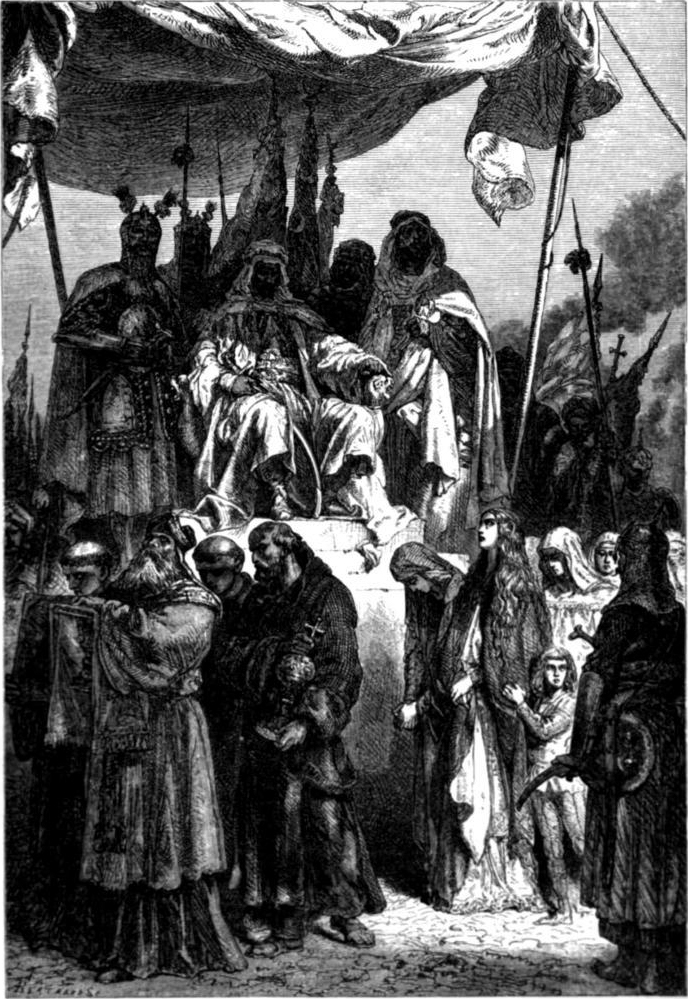
I cristiani della Città santa sfilano davanti al Saladino,
rappresentazione del 1883.

Baliano passò le chiavi della città presso la Torre di Davide il 2 ottobre. Si disse che ogni abitante avrebbe dovuto pagare per il proprio riscatto, se avessero potuto (venivano dati dai 30 ai 50 giorni di tempo). Il Saladino si dimostrò generoso e liberò alcuni degli abitanti che sarebbero dovuti diventare schiavi; suo fratello al-ʿĀdil I (Safadino) fece lo stesso ed anche Baliano ed Eraclio, per non apparire meno generosi dei musulmani, ne liberarono altri attingendo ai propri beni. Si offrirono come ostaggi in cambio della libertà degli altri cittadini (o perlomeno di qualche migliaio) ma Saladino non accettò la proposta.
Il Saladino organizzò una marcia ordinata all'esterno della città, prevenendo il massacro che accadde quando i crociati conquistarono la città nel 1099. Gli abitanti liberati marciarono su tre colonne; i cavalieri templari e gli Ospitalieri guidavano le prime due, mentre Baliano ed il Patriarca erano al comando della terza. A Baliano venne permesso di riunirsi alla moglie ed ai figli nella contea di Tripoli. Ad Eraclio venne concesso di portare via dalla città numerosi tesori e reliquie, con grande scandalo dello storico musulmano 'Imad al-Din al-Isfahani - nonostante avesse partecipato anche lui al riscatto degli abitanti.

## Conseguenze
Alcuni dei rifugiati si diressero a Tripoli, in Libano, dove venne loro negato l'ingresso e requisiti i beni personali che avevano portato con sé da Gerusalemme. Molti di loro andarono verso Antiochia, o in Cilicia oppure verso l'Impero bizantino e nella sua grande capitale, Costantinopoli. Un altro gruppo si spostò in Egitto e gli venne permesso di imbarcarsi su navi italiane dirette verso l'Europa.
Saladino concesse ai pellegrini cristiani l'accesso alla città, e lasciò la Basilica del Santo Sepolcro nelle mani dei cristiani. Per rafforzare le rivendicazioni musulmane su Gerusalemme, molti siti sacri, inclusa quella che prenderà il nome di Moschea al-Aqsa, vennero purificati con acqua di rose. Vennero conquistati altri castelli che ancora si opponevano al governo del sultano, inclusi Belvoir, Kerak, e Montreal, tornando poi a Tiro per assediarla una seconda volta.
Nel frattempo, le notizie della disastrosa sconfitta di Hattin erano arrivate in Europa attraverso i racconti di Ioscio, arcivescovo di Tiro, e quelli di altri pellegrini e viaggiatori, mentre Saladino proseguiva nella sua opera di conquista per tutta l'estate del 1187. Vennero subito stesi i piani per una nuova crociata; il 29 ottobre papa Gregorio VIII emise la bolla pontificia Audita tremendi, ancora prima di sapere della caduta di Gerusalemme. In Inghilterra ed in Francia venne imposta una speciale tassa la Decima del Saladino al fine di recuperare il denaro per finanziare le spese. La susseguente Terza crociata non partì prima del 1189, in tre contingenti separati guidati da Riccardo Cuor di Leone, Filippo Augusto e Federico Barbarossa.

## L'assedio di Gerusalemme nello spettacolo
L'assedio di Gerusalemme fu il fulcro del film del 2005 Le crociate - Kingdom of Heaven (Kingdom of Heaven) diretto e prodotto da Ridley Scott. Probabilmente non rappresenta la parte più realistica dei fatti, con informazioni rielaborate da molte fonti primarie, nonostante sia stato mantenuto del materiale storico.
La commedia di Catherine Jinks, Pagan's Crusade (2003), descrive gli eventi che portarono all'assedio. Nonostante sia frutto d'immaginazione, descrive con un buon grado di similitudine i danni inferti alla città, le armi usate ed i negoziati intercorsi tra Saladino e Baliano.